# Anoplocis
Anoplocis là một chi tree-fungus beetle thuộc họ Ciidae.

## Các loài
- Anoplocis poriae Nakane & Nobuchi, 1955
- Anoplocis quadridentatus Kawanabe, 1996